# Robin Shipyard
Robin Shipyard was een scheepswerf die in 1961 werd geopend in Singapore. Het zou uitgroeien tot een van de vijf grote werven daar, met Marathon LeTourneau, Promet, Bethlehem en Far East Levingston (FELS).
Robin Loh zette de werf op met zijn broers in Tanjong Rhu nadat hij terug was gekeerd uit Nederlands-Nieuw-Guinea.
De Singaporese overheid stimuleerde de scheepsbouw en had Swan Hunter naar Singapore gevraagd om Keppel Shipyards en Sembawang Shipyard te ondersteunen. Japanse bedrijven volgden, zoals Ishikawajima-Harima Heavy Industries (IHI) dat in 1963 Jurong Shipyard opzette en Mitsubishi Heavy Industries dat in 1972 met DBS Mitsubishi Singapore Heavy Industries opzette. Hitachi Zosen ging in 1970 een samenwerking aan met Robin Shipyard, Hitachi Zosen Ocean Development, later Hitachi Zosen Robin Dockyard.
De oliecrisis van 1973 betekende een enorme neergang voor de scheepsbouw, vooral voor tankers. Het was echter een sterke stimulans voor de offshore en Singapore werd daarin een belangrijke basis voor Azië, Afrika en Australië. In 1975 kwam de helft van het werk voor de werven uit de offshore. Amerikaanse bedrijven speelden hierin een sleutelrol, gestimuleerd via de Singaporese overheid via Temasek en de Development Bank of Singapore (DBS).
Robin Loh haalde in 1975 een contract binnen voor twee hefplatforms (jackups) voor China, maar het ontbeerde hem aan kennis op dat vlak. Daartoe haalde hij Engineering Technology Analysts (ETA) uit Los Angeles, dat de Robray 300 / ETA Robco 300 ontwierp. Voor het zusterbedrijf Robray Offshore Drilling Company werd een reeks boortenders gebouwd.
De langzame daling van de olieprijs vanaf 1982 en de versnelling daarvan eind 1985 maakte een einde aan de hausse. Robin Shipyard kromp in van 1000 naar 300 medewerkers, stopte met nieuwbouw, om in 1986 de poorten te sluiten. Het stapte ook uit de samenwerking met Hitachi Zosen dat Hitachi Zosen Singapore werd. Aan het einde van de jaren 1990 waren wereldwijd 74 van de 82 platformbouwers gesloten, waaronder in Singapore LeTourneau, Bethlehem en Robin Shipyard.